# Distrikt Cura Mori

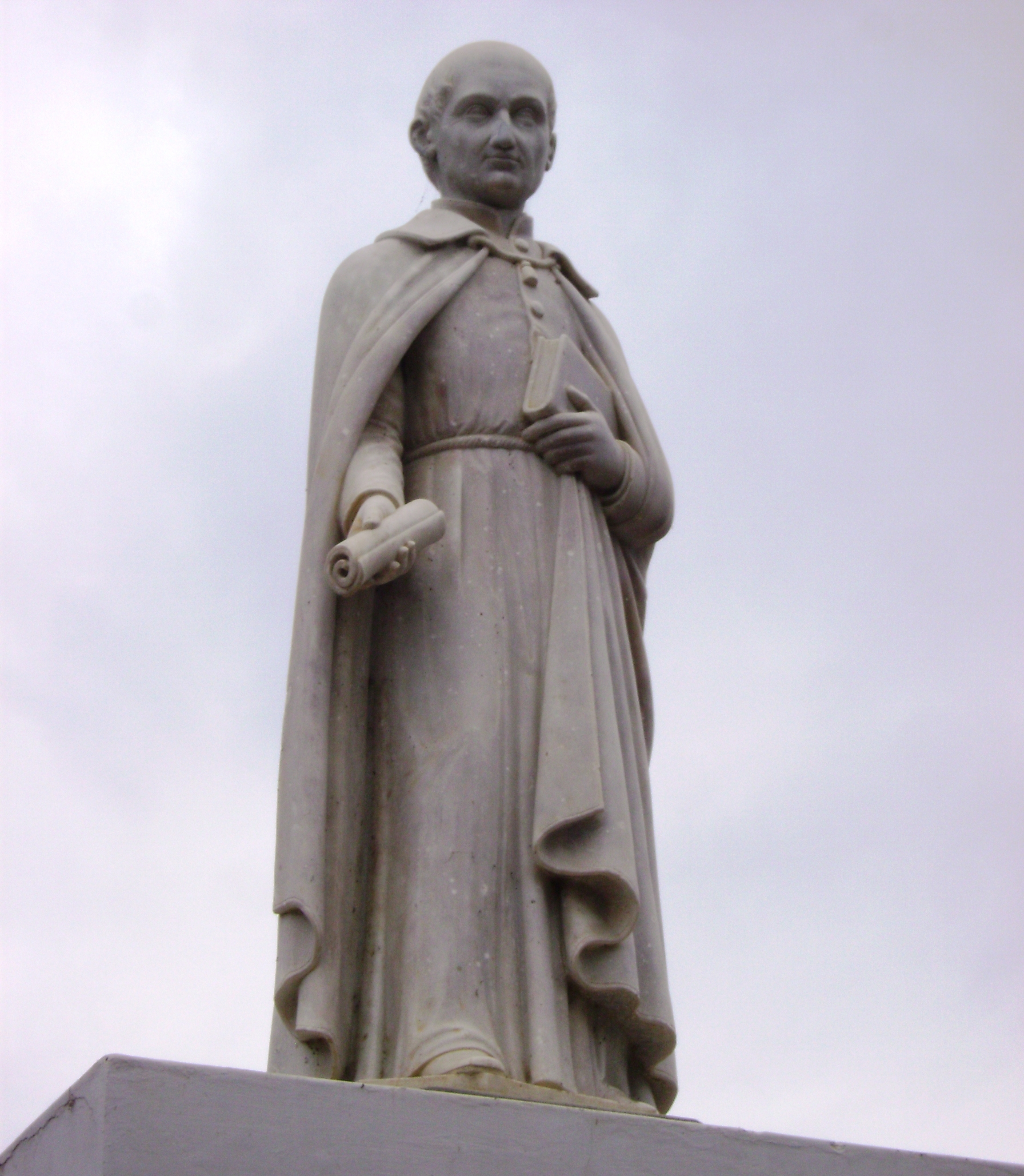
Standbild von P. Juan de Mori Alvarado, dem Namensgeber des Distriktes, in Catacaos

Der Distrikt Cura Mori liegt in der Provinz Piura der Region Piura in Nordwest-Peru. Der Distrikt hat eine Fläche von 197,65 km². Beim Zensus 2017 lebten 18.671 Einwohner im Distrikt. Im Jahr 1993 betrug die Einwohnerzahl 13.733, im Jahr 2007 16.923. Verwaltungssitz ist die Kleinstadt Cucungará.

## Namensgebung
Der Distrikt ist nach dem Priester und Juristen Juan de Mori Alvarado benannt, der ab 1640  Pfarrer (spanisch: cura) von Catacaos war. 1645 kaufte er von der spanischen Kolonialverwaltung große Ländereien, unter anderem im Gebiet des heutigen Distriktes Cura Mori, die er aufteilte und an die indigenen Bauern verteilte.

## Geographische Lage
Der Distrikt Cura Mori liegt im Süden der Provinz Piura. Er liegt am Ostufer des Río Piura 15 km südlich der Regionshauptstadt Piura. Er erstreckt sich über die aride Landschaft der Küstenwüste von Nordwest-Peru. Im Westen des Distrikts wird bewässerte Landwirtschaft betrieben. Die Nationalstraße 1N (Panamericana Norte) durchquert den Distrikt in nördlicher Richtung.
Der Distrikt Cura Mori grenzt im Westen an den Distrikt La Arena, im Norden und Osten an den Distrikt Catacaos sowie im Süden an den El Tallán.